# Secukinumab
Il secukinumab, il cui nome commerciale è Cosentyx, è un anticorpo monoclonale umano impiegato nel trattamento della psoriasi, della spondilite anchilosante e dell'artrite psoriasica. Viene somministrato mediante iniezioni nel sottocute.
L'anticorpo, appartenente all'isotipo IgGk1, ha per target molecolare l'interleuchina 17 di tipo A ed è prodotto dalla Novartis a partire dalle cellule ovariche del criceto cinese (Cricetulus griseus), diffusamente utilizzate nei laboratori farmacologici in virtù del loro alto ritmo di proliferazione. Esercita un effetto inibitore sull'interleuchina 17, depotenziando così la risposta infiammatoria.
Gli effetti collaterali più comuni sono rinorrea, diarrea, herpes labiale, rash cutaneo e, in casi più gravi, reazioni di anafilassi e infezioni opportunistiche. Si sconsiglia l'assunzione del secukinumab durante la gravidanza e l'allattamento.
La vendita del secukinumab è stata approvata sia nell'Unione europea che negli Stati Uniti, rispettivamente dall'EMA e dalla FDA. Nel 2021, nel Regno Unito, la spesa a carico del National Health Service per ogni dose standard di anticorpo (150 mg iniettabili) era di circa 600 sterline.